# R-TYPE Δ
『R-TYPE Δ』（アール・タイプ デルタ）は、1998年11月19日にアイレムソフトウェアエンジニアリングから発売された、PlayStation用シューティングゲーム。
ゲーム事業から撤退したアイレム株式会社（旧アイレム、現アピエス）からゲーム事業の版権を譲渡されてから制作された、R-TYPEシリーズの一つである。
2007年2月22日からゲームアーカイブス対応ソフトとしてPSP用にダウンロード販売が開始された（同年5月31日からはプレイステーション3にも対応）が、2011年8月11日で販売終了となった。
2025年にシティコネクションより、『R-TYPE Δ: HD BOOSTED』のタイトルでHDリマスターが発表された。

## 概要
本作は、第一次バイドミッション（『R-TYPE』時点での作戦）終結から約1年後、2164年の地球圏・及び太陽系周辺で発生した事件「サタニック・ラプソディー」を題材としている。
今作から自機や敵、背景などをすべて3Dポリゴン表現で制作している。ただし自機の移動および当り判定処理はすべて画面でのXY平面上で行われており、今までのシリーズとほぼ変わりないゲーム性、操作感を実現している。ゆえに、サイドビューシューティングのジャンルに当たる。
前作『R-TYPE III』のフォース選択システムから昇華された「出撃機体の選択」が行えるようになっている。機体ごとに、波動砲・フォース・ミサイル全ての性能が異なっており、プレイスタイルの幅が広がっている。機体の派生（『R-TYPE III』では、R-9の直系ではあったものの、後続機の図解がある）というこの設定は、「Rの系譜」と呼ばれており、後の『R-TYPE FINAL』では大幅に設定が追加されることになる。
また、本作よりフォースの添加兵装として「Δウェポンシステム」（後述）が追加され、任意での機体スピード調整が可能となった他（前作まで存在したスピードアップアイテムの廃止）、ビットの振り回しが不可能になる、地形接触によるミスが廃止されるといった変更があった。なお地形接触によるミスが廃止された経緯は、開発段階で実際にどちらが良いか実験した結果、地形アウトは単純かつ簡単に難易度をあげる材料となるが、地形アウトにならない場合は、特に難易度が下がる訳でもなく、むしろ新しい方向性の戦略が必要となるとの観点からであった。難易度選択やハイスコア記録、GALLERYなどのオプション機能も本作以降、採用されたファクターである。
ゲームミュージックはUSPが担当しており、その評価も高く、途中でミスを犯して途中地点から再スタートしたときに、その時点からのBGMが流れるようになっている点も、ステージの統一感に一役買っている。さらに、機械系ボスか生体系ボスかによって2種類あるボスBGMが選択される。
なお、『R-TYPES』で公開されたプロモーション映像と比べると、ステージの大幅な変更があったことがわかる。

## あらすじ
第一次バイドミッションを辛くも人類側の勝利という形で終結に導いたR-9は、巡洋艦クロックムッシュにより回収され、次元トンネルを通過し太陽系に帰還した。
ミッション完遂から2ヵ月後、地球の衛星軌道にある宇宙要塞「アイギス」に搭載されていた対バイド兵器の凍結作業を行うかたわら、R-9は何の修復もされずに格納庫に保管されていた。その翌年の2164年3月、残存部隊として一個小隊を残し、アイギスは一時封鎖された。
同じころ、天文台が大気圏に突入する隕石群の中に、形を変えることなく落下する物体を観測した。その後、いくつかの都市で電子制御兵器が暴走する事件が起き、さらにはアイギス内に搭載されていた投下型局地殲滅ユニット・モリッツGが、アジアのとある市街地に向けて降下してきた。
モリッツGは本格的な破壊活動を起こしていないものの、自己防衛システムによって何者も寄せ付けず、回収不可能な状態に陥る。軍は第一級非常態勢を発動し、戦闘機を差し向けるも、モリッツG相手には歯が立たなかった。そして、軍はまだテスト段階にあったR-9 deltaを、モリッツG討伐に運用することを決意した。
のちに、この事件は、「サタニック・ラプソディー」として認知されるようになった。

## 自機
前述の通り、本作では操作する機体（自機）の選択ができる。選択できる機体は初期状態で計3機で、特定条件を満たすと使用可能になる1機を含めると合計で4機が存在する。
| 機体名    | 機体名       | 波動砲             | ミサイル       | Δウェポン                    | フォース             | フォース           | フォース           | フォース           |
| 機体名    | 機体名       | 波動砲             | ミサイル       | Δウェポン                    | フォース名           | レーザークリスタル | レーザークリスタル | レーザークリスタル |
| 機体名    | 機体名       | 波動砲             | ミサイル       | Δウェポン                    | フォース名           | 赤                 | 青                 | 黄                 |
| --------- | ------------ | ------------------ | -------------- | ---------------------------- | -------------------- | ------------------ | ------------------ | ------------------ |
| R-9aII    | デルタ       | 波動砲             | 追尾ミサイル   | ニュークリアカタストロフィー | スタンダードフォース | 対空レーザー       | 反射レーザー       | 対地レーザー       |
| RX        | アルバトロス | 炸裂波動砲         | 誘爆ミサイル   | ネガティブコリドー           | テンタクルフォース   | スティングRAY      | ハウンドRAY        | スネイルRAY        |
| R-13      | ケルベロス   | ライトニング波動砲 | 光子ミサイル   | ヒステリックドーン           | アンカーフォース     | シェード・α        | サーチ・β          | ターミネイト・γ    |
| POW ARMOR | パウアーマー | バイド波動砲       | 追尾ミサイル改 | バイディックダンス           | バイドフォース       | 波形レーザー       | 3WAY反射レーザー   | バウンドレーザー   |

### R-9aII デルタ（DELTA）
第一次バイドミッションで運用されたR-9の設計をベースに、大気圏内での運用性から小型軽量化された試作型後継機。
厳密には「デルタ」とは今回の機体開発プロジェクトを指すが、研究者達の間では愛称としてこの機体その物もデルタと呼称する場合が多い。
チャージショット「波動砲」/バーストショット「拡散波動砲」
基本構造はR-9A量産型の波動砲と同様だが、増幅機構によりエネルギーを拡散させて広範囲に打撃を与える「拡散波動砲」が試験的に搭載されている。
『R-TYPE FINAL』では、明確に「拡散波動砲試作型」と位置付けされ、その完成型が『R-TYPE II』初出のR-9Cへと受継がれる形となっている。だがこちらはR-9Cと違い、2度目のチャージが発射まで周期的に切れることはない。
「スタンダード・フォース」
『R-TYPE』シリーズにおいて最初の作品より登場し続ける、あらゆる場面で有用に機能する伝統的なフォース。基本的な性能はそれまでの作品と変わらないが、今作では新たに「Δウェポンシステム」が追加された。
前作『R-TYPE III』まで一般に呼称されていた「ラウンド・フォース」が本作より「スタンダード・フォース」へと改名され、フォースの多様化に伴う最も標準的で全ての基本となるフォースとして位置づけられた。
レーザーの色により種類が異なっており、赤は対空レーザー、青は反射レーザー、黄色は対地レーザーである。

「追尾ミサイル」
ミサイルパネルを取得する事で、前方に2発の追尾性を持つミサイルを放つ。
「ニュークリアカタストロフィー」
R-9aII 専用Δウェポン。核融合を励起させて広範囲への電撃を放つ。

### RX アルバトロス（ALBATROSS）
航空機メーカー・マクガイヤー社と軍の共同開発によってロールアウトされた新型フォーステスト機で、R戦闘機の中でも大きな水平主翼を持つ珍しい機体。『R-TYPE FINAL』での開発コードはRX-10。
チャージショット「炸裂波動砲」/バーストショット「高圧縮波動砲」
収束した波動エネルギーを前方へと打ち出す通常の波動砲と異なり、異層次元航法推進システムにより直接標的内へ圧縮された波動エネルギーを瞬間発生させ、堅牢なバイド体の防御装甲等を無視した内部破壊をもたらす波動砲。
『R-TYPE FINAL』では、RX-10の波動砲は「衝撃波動砲」と変更され、炸裂波動砲も「圧縮炸裂波動砲」と変更が成されている。
「テンタクル・フォース」
本体に上下1対の金属性の触手を持つ特殊フォース。同時に、触手自体がコントロールロッドとして機能する事で制御され、末端までシナプスツリーと呼ばれる機構を通してフォースエネルギーを展開している。金属性の触手は、機体の前後運動によって任意に大きく開閉する事ができ、これを状況により使い分けする事で、レーザーの収束高威力型と、広範囲分散型とに瞬時の切替が可能となっている。分離時は、敵を自動で捕捉後に追跡攻撃する機能も有している。
スティングRAY（赤）
触手からフォース装備方向に赤い直線レーザーを継続的に放つ。フォースが3段階目になっていた場合、触手が閉じている場合は威力の高い色濃いレーザーを放ち、触手を展開している場合はレーザーの照射範囲を広げる。
ハウンドRAY（青）
触手の先端から青いレーザーを放つ。敵に一度でも当てる事でロックオンを行い、敵に向かって照射し続けることが可能。
スネイルRAY（黄）
フォースの触手の先端から、更に黄色いエネルギー状の触手を展開する。フォースの触手を動かす事でエネルギー状の触手も動かす事が可能。
「誘爆ミサイル」
地形や、敵に接触すると爆散するカプセル型のミサイル。『R-TYPE II』に登場していたものと同種。
「ネガティブコリドー」
RX専用Δウェポン。波動砲と同様の異層次元航法推進システムを応用し、フォースに蓄えられたエネルギーを変換して時空歪曲を発生させる。

### R-13 ケルベロス（CERBERUS）
軍事メーカー・ウォーレリック社によって開発された機体。従来の「R」シリーズと異なる機体コンセプトを持ち、高バイド係数フォースとその有線制御や神経接続システムなど、特殊で機密性の高い仕様が数多く採用されている。しかしその特異性が災いし、作戦後は異層次元に取り残されて消息を絶ってしまう。
『R-TYPE FINAL』での開発コードは「R-13A」である。
チャージショット「ライトニング波動砲」/バーストショット「オーバーライトニング」
前方にバイド体をサーチして追尾する稲妻状のエネルギーを放出する波動砲で、標的が後方に居た場合もある程度回り込んで追尾する。チャージを2ループすると太めの稲妻を3方向に放出する。シリーズ中、初めて追尾性を持った波動砲である。
「アンカー・フォース」
フォースの触媒であるバイド体が持つ破壊本能をより前面に出したもので、鋭い鉤爪状のコントロールロッドを持ち併せている。他のフォースと異なり、フォースシュートが特殊で対象に命中すると、その鉤爪で食い付き、破壊するまで継続的にダメージを与える特性を持つ（フォース帰還操作によって中断させることが可能）。バイド係数向上に伴い攻撃性を高めた結果、フォース制御に大量のバイドエネルギーが必要となり、機体から有線制御（光学チェーン）を行わざるを得なくなった。分離時にフォース自体は弾を撃たないが、機体とフォースを結ぶ光学チェーンに攻撃判定がある。
シェード・α（赤）
直線レーザーを放つ。最大パワーアップ時は、レーザー照射中に機体を上下に動かす事で残像が発生し、範囲が拡大する。ビットも同様に機体を上下に動かす事で弾の軌道を変えることができる。
サーチ・β（青）
『R-TYPE II』でのサーチレーザーと同様に、Y座標を捕捉して直角偏向するレーザー。
ターミネイト・γ（黄）
フォース装備方向180度をレーザーでなぎ払う。最大パワーアップ時は残像を残しつつ照射する。生物系のバイドに効果が高い。
「光子ミサイル」
下方に打出された後、加速しながら放たれるミサイル。
「ヒステリックドーン」
R-13専用Δウェポン。異層次元航法推進システムを使用する事なく、純粋にフォースに蓄えられた高密度エネルギーを解放する事で次元隔壁を一部破壊して異層次元その物を空間に発生させる。

### パウ・アーマー（POW ARMOR）
シリーズを通してアイテムキャリアーとして登場してきた機体。本作ではある条件を満たすことにより、自機として出現し使用が可能となる。なお、TP-2の機体コードは『R-TYPE FINAL』からの後付け設定であり、本作で多くは語られない。
「バイド波動砲」
ドブケラドプスを始めとする様々なバイド体を具現化したエネルギー体を前方に放出する。『R-TYPE FINAL』ではバイド砲として登場する。
「バイド・フォース」
スパイク状の棘を複数持つ風変わりなフォース。『R-TYPE FINAL』では「ニードル・フォース」へと呼称が変化している。
分離状態では全方位に弾を発射する強力なものであり、万能型である。
波形レーザー（赤）
周期的に音波の様な波形の軌道を描くレーザー。
3WAY反射レーザー（青）
斜め2方向に発射し、着弾時に3つに分裂して再発射される反射レーザー。
バウンドレーザー（黄）
上下に発射しバウンドしながら進む球状のエネルギー弾。
「追尾ミサイル改」
R-9A2のものより太く、敵機を貫通する性能を持つ。
「バイディックダンス」
パウ・アーマー専用Δウェポン。バイド波動砲同様にバイド体を具現化したエネルギー体を画面上全てに放出する。他のΔウェポン同様、広範囲のバイド体に（約4秒間）大ダメージを与える。

## Δウェポンシステム
本作から新たに添加された、フォースによって発動する追加兵装である。
「ドースシステム」
ドースシステムは、敵のバイドエネルギーをフォースに蓄積し、フォースの攻撃力を向上させる新システム。
フォースを敵に接触させてダメージを与える・敵弾をブロックすると「ドースゲージ」にエネルギーが蓄積され、これが100パーセントまで蓄積されるとエネルギー臨界「ドースブレイク」が起こる。
ドースブレイク発生後は一度だけΔウェポンが使用可能になり、フォースの攻撃力・当たり判定が大きくなる他、フォースが敵と接触してダメージを与えたり倒したときに追加得点が入る。ドースゲージは蓄積過程でミスになってもドース値はリセットされず、それまで貯蓄された状態でのリスタートとなる。
「Δウェポン」
Δウェポンは、フォースのエネルギー臨界（ドースブレイク）が起こった状態で放つことができる全画面範囲攻撃である（一般的なシューティングゲームでのボンバーに相当）。
Δウェポンを発動させると、約4秒間全てのバイド体に大ダメージを与えると同時に、敵弾を全て消去するため、単にボス戦等での攻撃手段だけでなく緊急回避手段としても活用できる。発動後はドースゲージが完全にリセットされてフォースの当たり判定・攻撃性能が元に戻るため、戦略上使いどころを見極める事が攻略の鍵となる。

## ステージ構成
| 面 | ステージ | 解説 | ボス                                         |
| -- | -------- | --- | -------------------------------------------- |
| 1  | 狂機     | 本シリーズでは珍しく地球の街中が舞台。とあるアジアの都市部がバイドの汚染によって暴走したモリッツGの無差別攻撃により、すでに壊滅状態になっている。このステージでは機械タイプのバイドのみ登場し、生体タイプは登場しない。 | モリッツG                                    |
| 2  | 異形     | 浸水したエネルギー炉が舞台。最初のステージとは逆に、このステージでは生体タイプのバイドが占めている。水中に潜ると曲調が変わる。 | ダストネイト・コクーン ダストネイト・ワーム  |
| 3  | 巨襲     | 吹雪の中の山岳に位置する軍事基地が舞台。今作では巨大戦艦ではなく、四足歩行の巨大シャトル牽引トレーラー「ゲイツ」が後ろから追いかけてくる。 | ゲイツ                                       |
| 4  | 侵食     | バイドに汚染され暴走した地球軌道上の要塞アイギスが舞台。第1ステージのボスであるモリッツGは元々ここに格納されており、アイギスごと侵食され暴走し、地上に投下されたという経緯がある。このステージは上に向かってスクロールする。ステージ後半は、画面奥から迫り出してくる柱によって形成された迷路の中を進む。なお、ボスのQ.T.キャットの内部には、第一次バイドミッションでバイド帝星から帰還後、アイギスごとバイドに侵食された初代R-9が格納されている。         | Q.T.キャット                                 |
| 5  | 邪悪     | 先ほど撃破したQ.T.キャットから脱出した、バイドに侵食された初代R-9からの精神攻撃による謎の生体空間が舞台。ステージの各区間は、初代『R-TYPE』のステージをモチーフにしており、同作の敵キャラも登場する。ステージ後半は、『R-TYPE』にも登場した回転するパイプ地帯となっている（パイプ同士が衝突して回転方向を変えるなど、完全に再現された場面も存在する）。ボスは複数のボスが連続で登場するボスラッシュとなっており、全て初代『R-TYPE』に登場したものである。 | ゴンドラン ゴマンダー グリーン・インフェルノ |
| 6  | 覚醒     | バイドに強襲されたR戦闘機開発プロジェクトの中心基地が舞台。機体選択にて、プレイヤーはここから出撃していた。ステージ後半では画面後ろからノーザリーが迫ってくるほか、上下から敵が落下してくる。ボスはバイドに侵食されたR-9と随伴機2機、そして復活したドプケラドプス。 | R-9 + 随伴機ｘ2 ドプケラドプス               |
| 7  | 生命     | バイドコアによって作られた異次元層が舞台で、人間の建てた建築物や遺伝子が演出として登場する。最終ボスのバイドコアは纏っていた膜を破壊するとフォースを取り込んでしまい、その後はΔウェポンでのみ止めを刺すことが出来る。このボス戦のみ時間制限が存在し、Δウェポンを撃たずに長時間戦闘を続けると、異次元層が閉じられ押しつぶされてしまう。このステージの一部は『R-TYPE FINAL』で隠しステージとして再登場する。                                                | バイドコア                                   |

## エンディングについて
本作では、クリアした機体ごとにエンディングが用意されている。
他の2機のエンディングは、バイドコア撃破後に波動砲で異層次元の壁を打ち破り通常空間への帰還を達成した内容となっているそれに対し、R-13は搭載されていた波動砲が、波動エネルギーを直接射出せず、電気エネルギーへ変換してから放出するという特殊なシステムだったため、異層次元操作(Δウェポン・ヒステリックドーン)を一手に担うフォースを失い、異層次元の壁を打ち破れずに脱出不能となった事でバイド体に捕えられるバッドエンディングとなっていた。またR-9・RX-10でクリアした場合でも、R-13の姿は確認できない。
『R-TYPE FINAL』ではその展開を受けて、同作の隠しステージ3.5にてバイド体に取り込まれた同機が登場、交戦の末撃破されるという下りが設けられている。
また、R-Xのエンディングに限り大型の宇宙戦艦が迎えに現われるが、よく似た形状の戦艦が『R-TYPE TACTICS』にヘイムダル級宇宙戦艦として登場する。

## 開発
本作の開発は1997年に開始された。
開発当時は、ポリゴン表現を目玉とした家庭用ゲーム機が発売されていたため、開発チームはドット絵が主流だった『R-TYPE』のグラフィックを3DCGで描画しよう考えた。
本作の開発に参加した九条一馬は『メタルスラッグ』や『海底大戦争』といったアーケードゲームの開発実績はあったものの、家庭用ゲーム機向けのソフトの開発は初めてであり、2019年のGame*Sparkとのインタビューの中で思いがかなってうれしかったと話している。その一方で、九条は、シューティングゲームの主要なプラットフォームであるアーケードゲームとは異なる性質を持つ家庭用ゲーム機用ソフトとして開発することに思い悩んでおり、その解決策として、条件を満たすと実績が解放されるシステムを取り入れた。
また、九条は2021年5月のインタビューの中で、本作の開発時の心境について、『R-TYPE』というブランドが大きく、ポリゴンの導入や家庭用ゲーム機向けにするといった判断にプレッシャーがあったと振り返っており、『R-TYPE』として認めてもらえるかという不安と、ポリゴンにするなら3Dを生かしたいという正反対の思いが強かったと話している。

## R-TYPE Δ: HD BOOSTED
2025年11月20日発売予定。本作のリマスター版。

## 他作品への影響
2021年春に発売された『R-TYPE FINAL2』のシステムの一部は本作を基にしている。

## 評価
Game*Sparkの臥待 弦は、本作について「『何度もプレイしてもらわなといけない』というアーケードの宿命とも言える命題からは開放されており、シリーズ作の中でも初心者に受け入れられやすい作りに。」と評価している。同時に、臥待は最低難易度の「KID」でもシューティングゲームとしての面白さは感じられると述べている。